# ソユーズTMA-12M
ソユーズTMA-12Mは2014年に行われた国際宇宙ステーション(ISS)への有人宇宙飛行。第39次長期滞在の乗組員3人をISSへ輸送した。TMA-12Mは1967年のソユーズの初打ち上げ以来121回目の飛行であり、ISSへは38回目の打ち上げであった。
2014年3月25日に打ち上げに成功後、ドッキングは比較的新しい6時間の軌道経路での3月26日に計画されていた。しかし、ソユーズが間違った向きで投入され、姿勢制御を行うために軌道修正のためのロケット噴射計画のひとつが計画通りに行えなかった。ランデブー計画はその後通常の2日型軌道経路に再計画され、このためTMA-12Mは3月27日にISSへ到着した 。
その後ソユーズはISSと5ヶ月以上ドッキングを継続し、ドッキング解除までは緊急脱出用として保持され、スケジュール通り2014年9月11日に地球に帰還して着陸した。

## 乗組員
| 地位職務             | 乗組員                                                               | 乗組員                                                               |
| -------------------- | -------------------------------------------------------------------- | -------------------------------------------------------------------- |
| 船長                 | アレクサンドル・スクボルソフ, RSA 第39次長期滞在 2回目回目の宇宙飛行 | アレクサンドル・スクボルソフ, RSA 第39次長期滞在 2回目回目の宇宙飛行 |
| フライトエンジニア 1 | オレッグ・アルテミエフ, RSA 第39次長期滞在 初飛行回目の宇宙飛行      | オレッグ・アルテミエフ, RSA 第39次長期滞在 初飛行回目の宇宙飛行      |
| フライトエンジニア 2 | スティーブン・スワンソン, NASA 第39次長期滞在 3回目回目の宇宙飛行    | スティーブン・スワンソン, NASA 第39次長期滞在 3回目回目の宇宙飛行    |

### バックアップ
| 地位職務             | 乗組員                                | 乗組員                                |
| -------------------- | ------------------------------------- | ------------------------------------- |
| 船長                 | アレクサンダー・サマクチャイエフ, RSA | アレクサンダー・サマクチャイエフ, RSA |
| フライトエンジニア 1 | エレナ・セロヴァ, RSA                 | エレナ・セロヴァ, RSA                 |
| フライトエンジニア 2 | バリー・E・ウィルモア, NASA           | バリー・E・ウィルモア, NASA           |

## 経過

### 打ち上げ
ソユーズTMA-12Mは2014年3月25日火曜日の21時17分(UTC、現地時間3月26日水曜日3時17分)にカザフスタンのバイコヌール宇宙基地からソユーズ-FGで打ち上げられた。
約9分後、ソユーズは地球低軌道に到達した。
夜の打ち上げであり、打ち上げ時にISSがバイコヌール上空にあったため、TMA-12Mの打ち上げはISSから視認可能であり、NASAの宇宙飛行士リチャード・マストラキオが打ち上げ時の写真を撮影している。

### ドッキング
本来TMA-12Mは2014年3月26日3時4分(UTC)にISSのポイスクにドッキングし、4時45分(UTC)にハッチを開ける計画であった。宇宙機は3回目の軌道制御を正常に行えなかったため、ドッキングは早い場合で3月27日火曜日の23時58分(UTC)に再計画された。ミッションの近接とドッキングフェイズは、ソユーズTMA-08M以前で使われており、問題の本質が完全に理解された後の計画更新の可能性のために残されていた2日型軌道経路に戻された。当初、管制官は姿勢制御システムの問題を疑った。管制官によると、乗組員は危険ではなく、ソユーズには修正された飛行工程でも十分な補給品も搭載されていた。
3月26日、修正後の34時間ランデブー計画の最初の2回のマニューバが正常に行われ、ドッキングは3月27日に計画されたが、技術者はいまだ初期の問題の正確な原因を断定できなかった。最終的に残りのランデブー動作は正常に行われ、TMA-12Mは3月27日23時53分(UTC)に計画より5分早くドッキングに成功し、ISSとソユーズの間のハッチは3月28日2時35分に開けられた。
到着後、スクボルソフ、アルテミエフ、スワンソンは第39次長期滞在の乗組員に合流、残りのクルーが2014年5月にソユーズTMA-11MでISSを発ち第40次長期滞在に移行するまで第39次長期滞在の乗組員として任務を果たした。TMA-12Mの乗組員は2014年9月までISSに滞在し、その後、TMA-12Mはドッキングを解除し、地球に予定通り帰還した。

### ドッキング解除後
第40次長期滞在の船長スティーブン・スワンソンはTMA-12MのISSからの離脱の1日前の9月9日に、ISSの船長の地位を第41次長期滞在の船長マクシム・スラエフに引き継いだ。 ハッチの閉鎖後、9月10日19時35分(UTC)にISSとソユーズが分離され、TMA-12Mは23時1分(UTC)にISSからのドッキングを解除し、第40次長期滞在が終了、ISSの権限は第41次長期滞在に移行した。ソユーズは9月11日1時30分(UTC)に軌道離脱噴射を行い、2時1分(UTC)に大気圏再突入を開始、2時23分(UTC)にカザフスタンのカザフステップへの着陸に成功した。

## ギャラリー

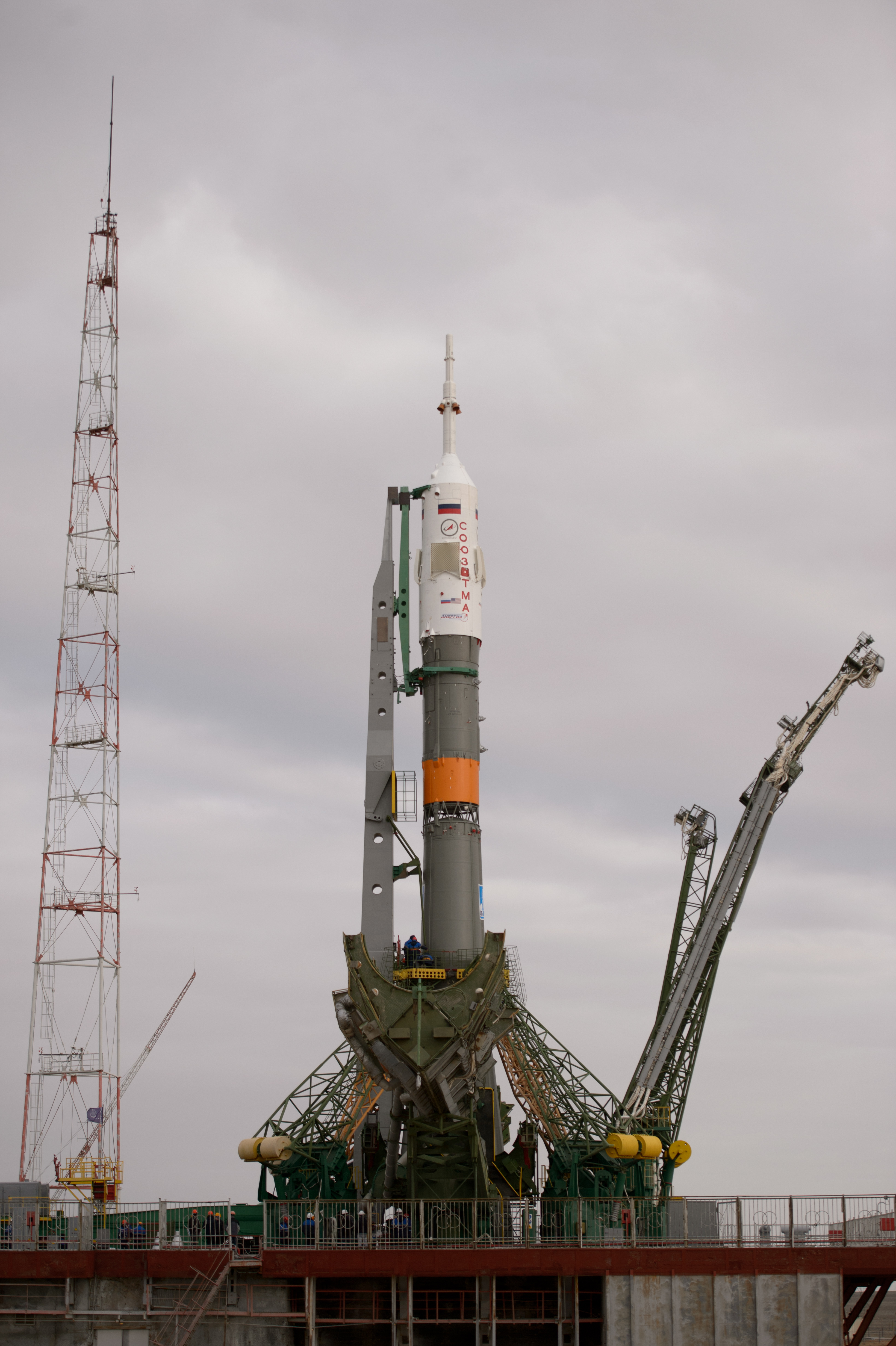
展開直後、発射台のソユーズ
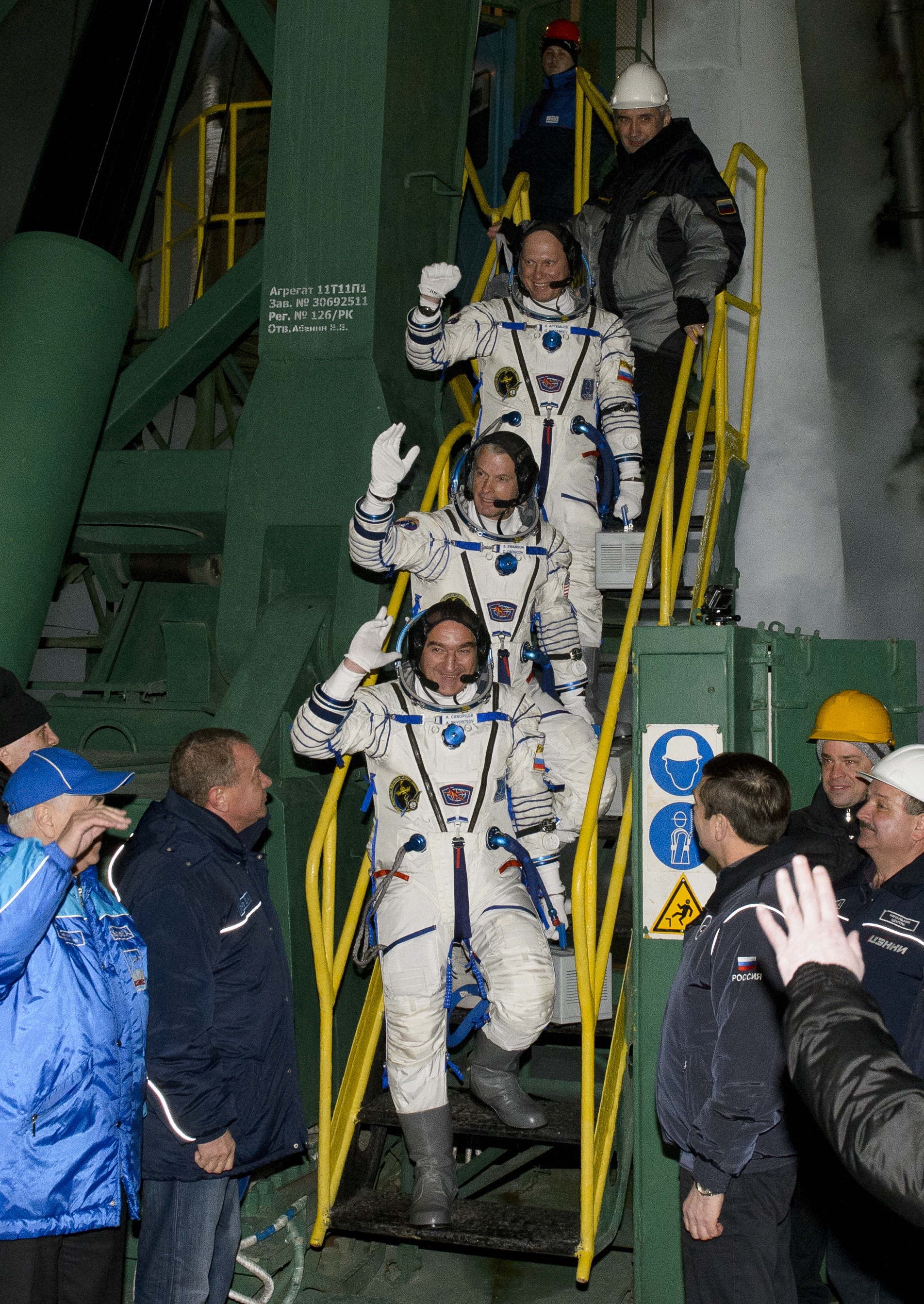
打ち上げ前、観衆に手を振るTMA-12Mの乗組員
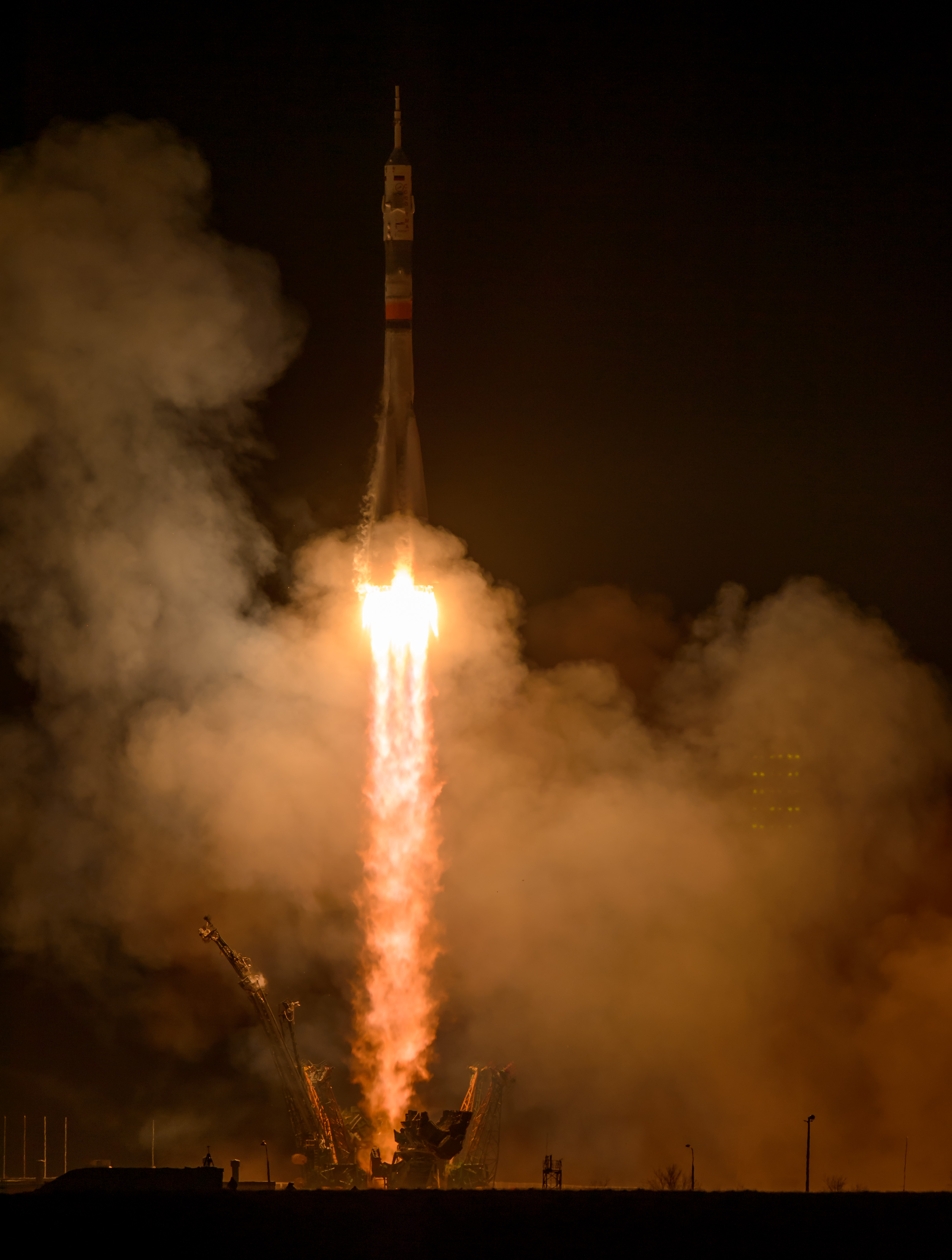
TMA-12Mの打ち上げ。
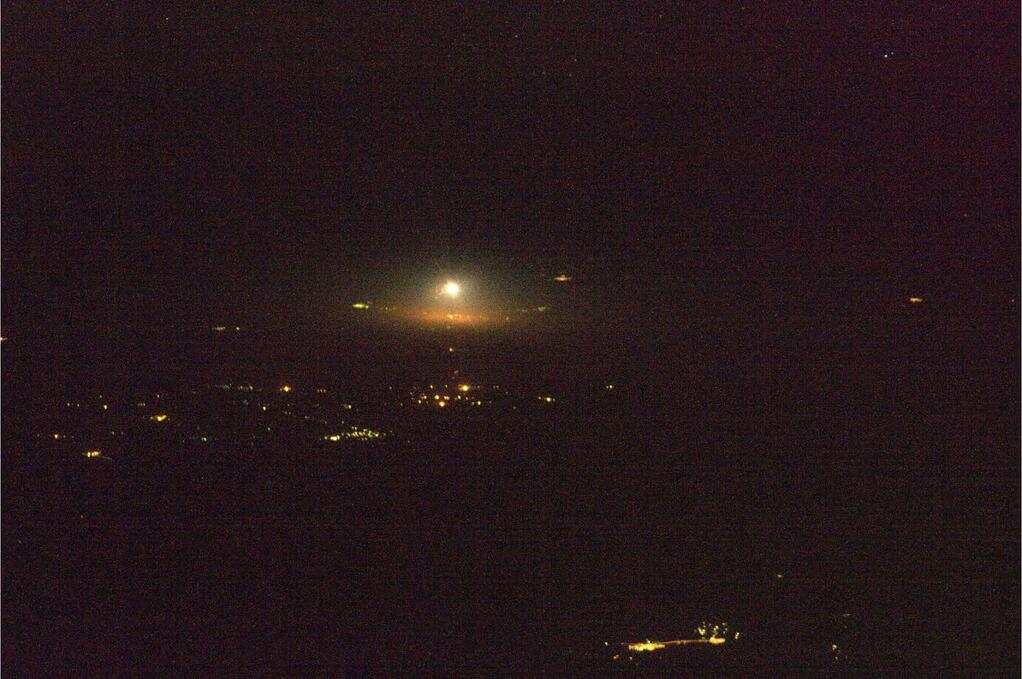
ISSから見たTMA-12Mの打ち上げ
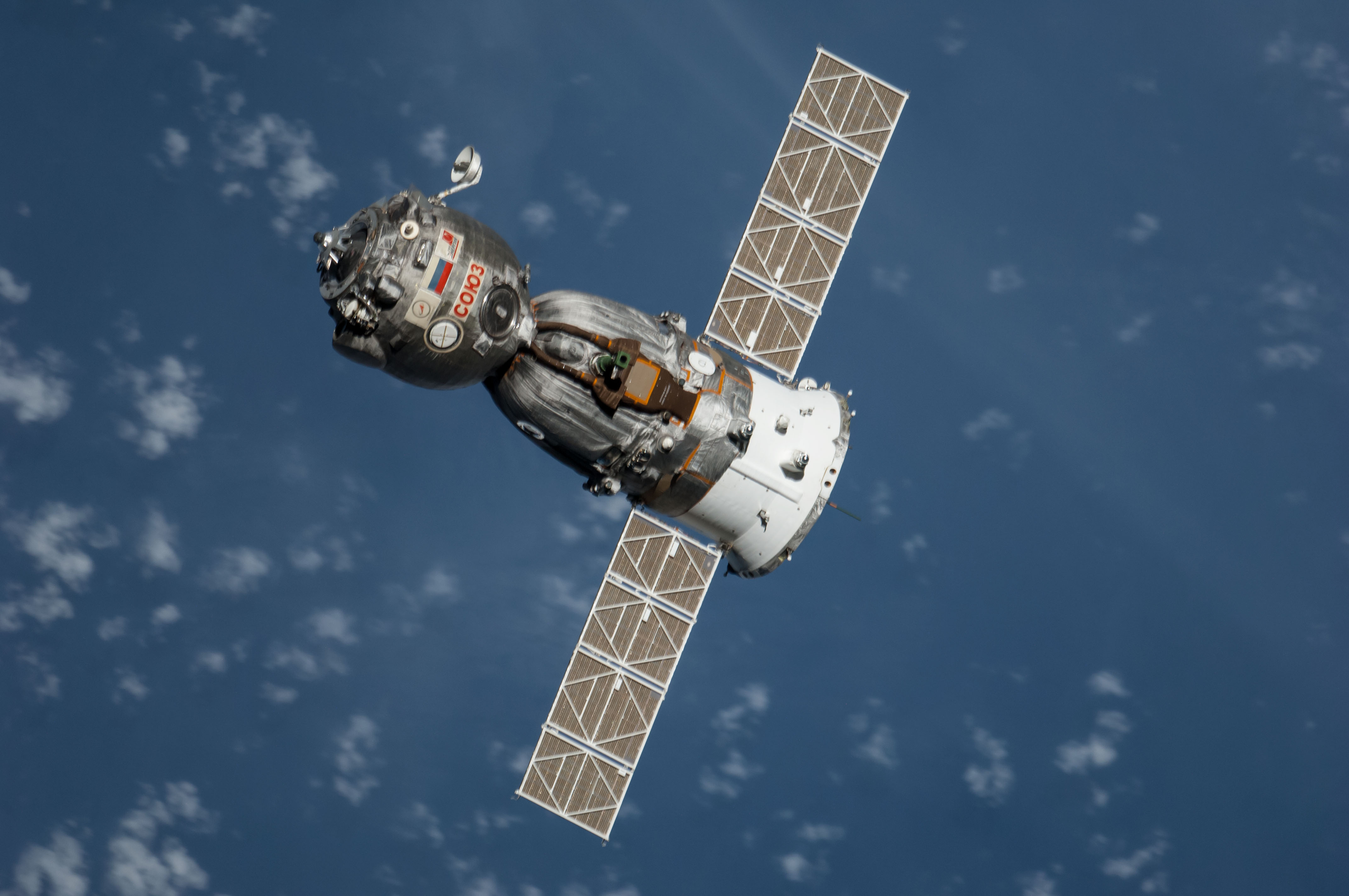
TMA-12MのISSからの離脱
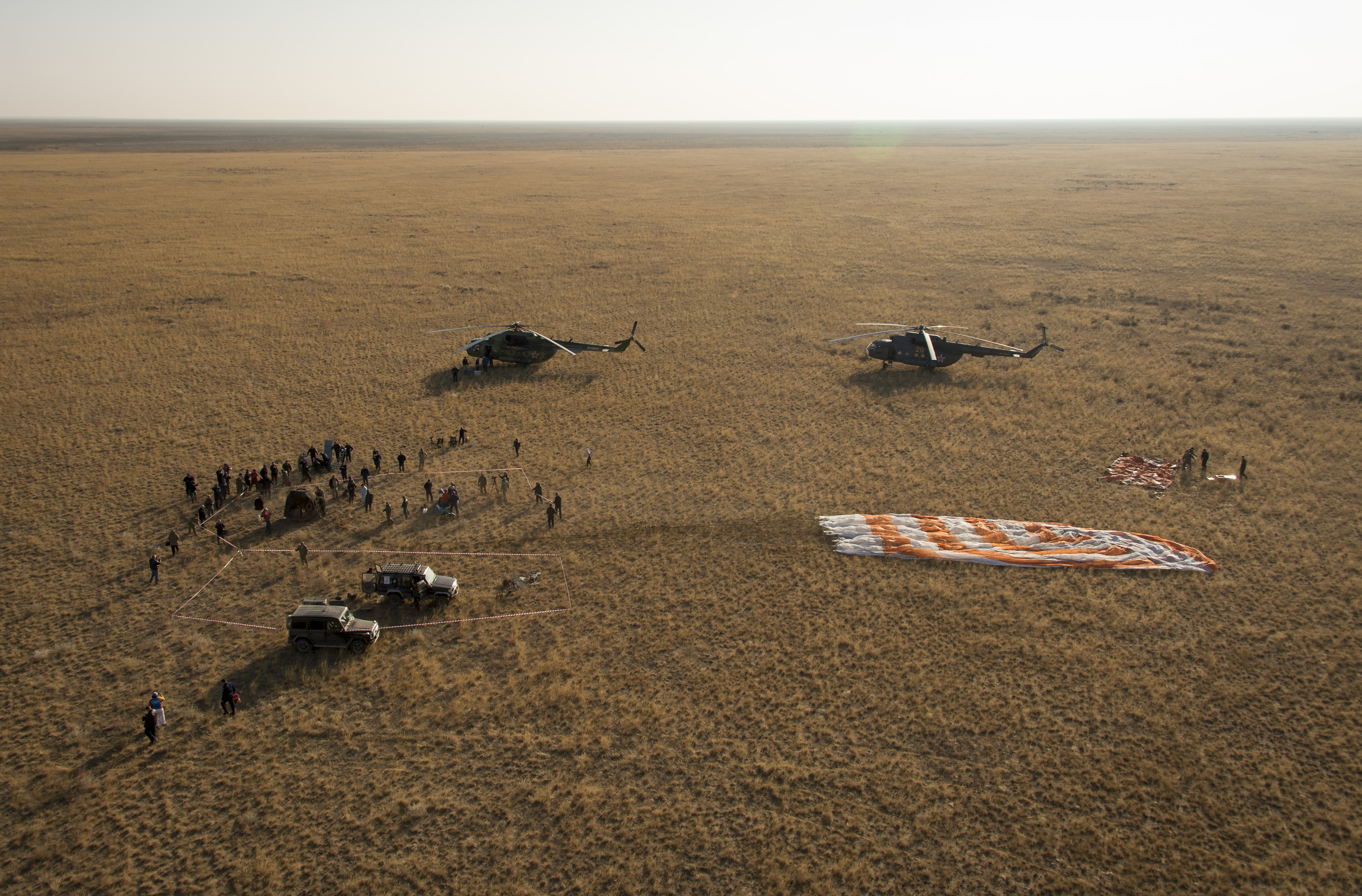
TMA-12Mの着陸後の乗組員収容

## 註
1. ↑  “NASA Consolidated Launch Schedule”.   NASA. 2014年3月13日閲覧。
2. ↑  “Soyuz TMA-12M docking delayed following problematic burn”. NASAspaceflight.com. (2014年3月25日) 2014年3月27日閲覧。
3. 1 2 3  “Expedition 39/40 Trio’s Arrival at Space Station Delayed”. NASA. (2014年3月26日) 2014年3月26日閲覧。
4. 1 2  Boyle, Alan (2014年3月26日). “Engine Snag Forces Two-Day Delay in Space Station Arrival”. NBC News 2014年3月26日閲覧。
5. ↑  “ESA astronaut Alexander Gerst to fly to Space Station in 2014”.   ESA. 2011年9月28日閲覧。
6. ↑  astronaut.ru (2013年). “Орбитальные полёты”. 2015年10月26日閲覧。
7. ↑  “Coverage Set for Next Space Station Crew Launch”.   NASA. 2014年3月25日閲覧。
8. 1 2  Bergin, Chris; Harding, Pete (2014年3月25日). “Another trio set sail for the ISS onboard Soyuz TMA-12M”. NASA Spaceflight 2014年3月25日閲覧。
9. ↑  Harwood, William (2014年3月26日). “Soyuz sets off after station; rendezvous snag delays docking”. CBS News 2014年3月26日閲覧。
10. ↑  Harwood, William (2014年3月26日). “Soyuz on track for revised two-day station rendezvous”. CBS News 2014年3月26日閲覧。
11. 1 2  Clark, Stephen. “Soyuz TMA-12M Mission Status Center”.   Spaceflight Now. 2014年3月27日閲覧。
12. ↑  “NASA TV to Air Arrival of New Space Station Crew Thursday”. NASA. (2014年3月26日) 2014年3月28日閲覧。
13. ↑  “Expedition39/40 Trio Launches to Complete Crew”. NASA. (2014年3月25日) 2014年3月25日閲覧。
14. ↑  “Station Trio Lands Completing 169 Days in Space”. NASA.gov. NASA. (2014年9月11日) 2014年9月11日閲覧。